# 冥王計画ゼオライマーΩ
『冥王計画ゼオライマーΩ』（プロジェクトゼオライマーオメガ）は、原作：ちみもりを（高屋良樹）、作画：ワタリユウによる日本の漫画。

## 概要
2007年発売の月刊コミックリュウ8月号にて完結した『冥王計画ゼオライマー』の正式な続編だが、前作と異なり18禁の成人向け漫画ではない。2008年発売の同誌11月号より、『ゼオライマー』生誕25周年記念作品として連載開始し、2017年4月号まで連載された。1999年にアニメ会社サンライズが企画したアニメ版『ゼオライマー』の設定をベースに製作されている。

## ストーリー
渡瀬美久は14歳になってからある少年との別れの夢を毎夜見るようになっていた。夢に出る少年そっくりの男秋津マサキが新しく担任となったある日、謎の鉄神（巨大ロボット）が学校に襲い掛かる。美久を助けると称してマサキが連れ去ろうとしたその時、鉄神Xダイバーで現れたクラスメイト築嶋真沙希、彼こそが美久の夢の少年の生まれ変わりであり、秋津マサキは美久の記憶を呼び覚まそうと変装した鉄神帝国ノイエ・ネマトーダの将軍ルギウスだった。25年の時を経て宿命の戦いが再び始まる。

## 登場人物

### 転生者とその関係者
渡瀬美久（わたせ みく）
私立如月学園に通う少女。14歳。
氷室美久の転生体だが、かつての記憶はわずかにマサキとの別れを夢に見るだけでほとんどない。ドーズによって胎内の次元ジョイントの有無を調べられる際に、不幸にも器具により処女喪失させられてしまう。次元ジョイントの存在を確認できなかったがその直後に腹部に模様が浮かび、Xダイバーのディメンジョン・サイトが開放されたため、何らかの形で次元ジョイントを所持している模様。
晃造から自らの出自を聞かされ、自分の意志で真沙希と共に闘うことを決意する。
出自を聞かされた以降は左腕に真沙希のものと同型の通信機を付け、彼女がXダイバーの出動要請を行うことも可能。通常はXダイバーのサブシートに座っているが、X発動の際はXダイバー頭部にあるディメンジョン・サイトに転移し、超次元システムを稼働させる。戦闘終了後は再びサブシートに戻ってくるが、ディメンジョン・サイト転移時には服などは全て脱げる（他の場所への転移ではこの限りではない）ため、戻って来る時は全裸である。なお前作とは異なり、超次元システム稼働時でも念話のような形で真沙希とコミュニケーションをとることができる。
築嶋真沙希（つきしま まさき）
美久の同級生であり、秋津マサキの転生体。14歳。かつての記憶（秋津マサキ、若槻魔沙樹のもの）を持ち、Fクラス鉄神・Xダイバーを駆る若き戦士。
学園内で美久を見守る際には、伊達眼鏡を掛けて存在感が薄くなるように振る舞っている。年齢から考えれば十二分に優れた頭脳の持ち主だが、戦略的視野に欠ける所があり、その部分を晃造からよくたしなめられる。
「記憶を失っているのなら幸せな人生を送るべきだ」と幼少時に晃造に具申し、美久の幸せを見守り続けるが、前述の通り「前世」の記憶を引き継いでいる為、「全ての責任は自分にある」と自縄自縛に陥っている部分もある。
前世の秋津マサキに潜む若槻魔沙樹の記憶の為か、美久を凌辱する夢を見てしまう。後述の「メレクの鉾」とそれによって引き出される“Xダイバーの真の力”に翻弄され始めている。
築嶋晃造(つきしま こうぞう)
ツキシマ重工CEOであり、真沙希の義父、57歳。その正体は、旧ネマトーダにおける伝説の英雄・将軍ゴルシード。
新・鉄神帝国「ノイエ・ネマトーダ」の動きをいち早く察知した。また、今回の件を運命と感じている。
25年前の戦いの最終局面において、マサキと美久の生き様に共感し、彼らがゼオライマーとともに消滅して後、再び始まるであろう戦いに備えてツキシマ重工を興し、その時を待っていた。
そして11年前、「転生」して帰還した真沙希と美久をゼオライマーXから託され、しばらく生活を共にするも、真沙希の提案を受け入れて、美久を配下の渡瀬夫妻に預けた。
真沙希からは呼び捨てにされているが、「父」として「指揮官」として、厳しくも愛情を以て、彼と接している。
最終決戦において、前作同様ローズ・セラヴィーで出撃しドーズと戦う。25年の技術差と年齢による衰えは覆しがたく、逆にドーズの機体に取り込まれるも人質になることを良しとせず、唯一自由になる自爆装置を使用して戦死した。
秋山良憲(あきやま よしのり)
真沙希や美久のクラスメートで、美久とは幼馴染の関係にある少年。
見た目は軽いが心優しい性格で、彼もまた美久の幸せを願う人物の一人。美久に想いを寄せているため、美久が真沙希と関わりを持ち始めたことが気に入らなかったようである。そしてノイエ・ネマトーダが三度襲来した日の夜、美久を必死に捜し回っていたが、学校を探していたちょうどその時帰還したXダイバーと真沙希、そして美久を目撃、さらに美久が真沙希の頬に口づけしたところまで目撃してしまう。
その後、学校にもぐりこんでいたキモンの部下によって精神操作を施され、その際に美久が凌辱される映像を見せられた結果、絶望と悲しみに満たされ暴走。美久への想いを利用され、重鉄神インペトゥスを駆ってXダイバーを破壊し、美久を救うべく美久達の前に現れる。真沙希に全ての責任をかぶせ、恨み節を吐いて彼を殺すために美久をも殺しかねない全力の攻撃を仕掛けてくるなど、絶望と悲しみで何も見えなくなってしまっており、真沙希は「あの時の自分と同じ」と評した。美久と真沙希の手によって救出されたが、洗脳の影響によって自暴自棄になっており、真沙希を殴りつけた後、自殺を図るが転移してきた美久によって止められる。その後は築嶋のスタッフによって精神操作の治療が行われ普通に登校できるまでに回復、ツキシマ重工のFクラスロボ「マグナライザー」のパイロットとなる。

### 鉄神帝国ノイエ・ネマトーダ
総統ネマトーダ
ノイエ・ネマトーダの総統。築嶋真沙希と同じ姿で同じ資格を持つ。姿を似せた合成人間に若槻魔沙樹の記憶をダウンロードさせた存在。
ルギウス
ノイエ・ネマトーダの将軍、32歳。旧ネマトーダの将軍リンガムの嫡長子。
転生体の動向を探るべく、変装して「秋津マサキ」として私立如月学園に潜入。真沙希に破れたことにより、執念深く彼を狙うようになる。25年前のネマトーダ要塞にてゼオライマーを目撃している。
プライドが高く、驚異的な力を持つとはいえ基本的にはFクラス鉄神でしかないXダイバーと対峙する際、自身もわざわざFクラスのメレアグロスを駆るなど正々堂々とした戦いを好む。卑劣な行為を嫌っている為に、ドーズの捕虜に対する陵辱行為には反駁した。
父やゴルシードを尊敬しているが、その父が総統を裏切って若槻にネマトーダを売り渡したことや、それを咎められてゴルシードに粛清された事実については、一切知らない。
トーア
ルギウスに従う女性型人造人間（ガイノイド）。その姿は25年前に死に別れたルギウスの姉ルーサの姿を模している。
その造りは人間とほとんど変わらず、完成度は極めて高い。
ドーズ
ノイエ・ネマトーダの将軍、35歳。
下劣な人物だが、真沙希や美久の未知数の危険性に目を付け、確認を行うなどそれなりに頭は働く模様。
あまり出自もよくはないようで、生え抜きのエリートであるルギウスを「ボンボン」と呼んで嫌い抜いている。
次元ジョイントの確認という名目で、それ以前に行なった外部スキャンで次元ジョイントが無いことが分かっていながらわざわざ真沙希の目の前で美久を凌辱し、機械により処女を喪失させる。その結果、真沙希の怒りに反応したXダイバーの力を覚醒させてしまい、自らは半身を消し炭にされる。
その後は生命維持装置に接続されて生き長らえ、Xダイバーへの復讐を決意し、失った半身を機械化（本人曰く「アレ（クローン再生処置）は時間が掛かり過ぎる。」とのこと）しサイボーグとなって、その時を虎視眈々と狙っている。
キモン
ノイエ・ネマトーダの将軍、27歳。
チャイナドレスに似た衣装を纏う妖艶な美女。冷酷かつ残忍な性格。部下によれば言い訳が通じないらしい。後述の洗脳による作戦が失敗した際担当の部下を折檻していたが全く無関係のグライフェンとギャッゾの損失についても叱責していた。
Xダイバーの能力を目の当たりにし「正面きっての戦いは得策ではない」と判断、美久に想いを寄せる良憲を利用してXダイバーを葬ろうと画策し、そのために自身の部下を美久達の学校に潜入させた。また、美久が次元ジョイント確認の名目で凌辱された際の映像データを部下に渡していたが、それを部下が実際に使用したことには「えげつない」と感嘆していた。
イスラメイ
ノイエ・ネマトーダの将軍。
年端もいかない少女であるが、ノイエ・ネマトーダ総帥の肝いりであるらしい。感情の起伏が少ないのか表情を変えることがほとんどないが、時折発する言葉には重要なキーワードが見え隠れする。総帥からは「まだ互換性が完全ではない」と言われていたが、真沙希の前で「総統閣下」と感情を露わにした。美久と同じく次元ジョイントを体内に持ち、高次融合体として作られた合成人間。真沙希に命令されれば、「あんなこと」や「こんなこと」もするらしい。
ワイゼッカー
ノイエ・ネマトーダの将軍、38歳。
いかにも軍人と言った容貌の男。メレクの鉾の重要性に気付き乗機クリフォトでXダイバーを圧倒、搭乗者である真沙希を死に追いやるも超次元システムが再起動しその姿を現したゼオライマーXに敗退、引きずり出されたコクピットブロックごと握り潰され死亡。
マルキオン
ノイエ・ネマトーダの大賢者と呼ばれる現場責任者、64歳。
普段は姿を現さないノイエ・ネマトーダ総統の命令を伝える役割を持ち、自身も優秀な科学者である。
前作の登場人物・氷室遼三の記憶を引き継いだ合成人間。氷室遼三としての記憶は封印されていたが、妻であり娘であった氷室美久の転生体である渡瀬美久と接することで記憶の封印が解ける。

## 登場メカニック

### ツキシマ重工
Xダイバー
真沙希の駆るFクラス鉄神。美久の力を借りることにより更なる力が発揮される(これはX発動のサインで示される)。普段はツキシマ重工第七工場地下の機甲ドックに控えている。全長53m、重量378t。脚部と腰部にスラスターを備え、さらに背部に備わる重力低減システムを併用することでマッハ3.5で飛行できる。機動性・運動性が高く、アクロバティックな機動を見せる。
主武装は両肩に接続されている「Dブレード」。その用途は多彩で、取り外して斬撃・投擲武器として使用するほか、接続状態で前方に向けて内蔵された砲口を露出、振り出されたグリップで保持して使用する高密度圧縮荷電粒子砲「カノン・ボルテックス」を展開する。さらにX発動の際には手甲部光球から「Dブラスト」に相当する攻撃が限定的ながら可能。
コクピットには真沙希が座るメインシートの他、状況に応じて展開するサブシートが備わっており、美久は通常ここに座っている。
頭部には「ディメンジョン・サイト」と呼ばれる装置があり、X発動時には美久がここに転移、超次元システムが稼働する。システム稼働時には圧倒的な自己修復能力を発揮し、スクラップ状態からでも完全に元通りになる。
オリジナルのゼオライマーと比較して、「超次元システム抜きでの戦闘能力」に優れており、総合的戦闘能力が格段に進歩している。
メレクの鉾
Xダイバーの追加武装。全長67m重量288t。ツキシマ重工の「大深度格納庫」に封印されていた超武装で、巨大な剣のような形を持つ。真沙希曰く「X（ダイバー）の一部」とのこと。
Xダイバーの全長を超える大型武器で、必要に応じて召喚、両手で保持して使用する。剣としてもGクラス鉄神を真っ二つにする威力を誇るが、切先を機体前方に向けて構え、刀身を展開しXダイバー本体とエネルギーケーブルで接続し先端部砲口を展開、超次元システムが供給するエネルギーを直接放出する超絶兵器「超次元砲」となる。その砲口部のデザインは、美久の腹部に浮かぶ模様に酷似している。
真沙希の「浸食（ダイヴ）の段階がこれ以上進む前に」という発言から、何らかのリスクを抱えた兵器であるようだが詳細は不明のままである。
イスラメイは「使い続ければいずれ〝X〟の封印が破られる」と発言している。
ゼオライマーX
Xダイバーが身体各所を延伸・展開し出現する重鉄神形態。全長72m重量666t。メレクの鉾は変形させ脊柱の様に背中に合体させる。超武装「Dブラスト」はこの形態になって初めて自由使用が可能となる。かつてのゼオライマーに酷似（ただし旧作のゼオライマーおよびその内部フレームそのままのデザインでは無く一部本作独自のアレンジ面が見られる）する。作中時間軸ではゴルシードの前に転生した真沙希と美久を託した時が初出。その次に現れたのはドーズとの戦いが終わった後、感情を爆発させる真沙希に呼応するかのように各部が延伸・展開した上、フェイス部分を反転。頭部の「ディメンジョン・サイト」を露出し両肩を変形させた状態となり、メレクの鉾を装備した対クリフォト戦においてその真の姿を初めて現した。

### 日本軍
桜雅
日本が公式に3機所有するFクラス鉄神。「歩く火薬庫」の別名を持つ。操縦は3人で分担して行う。
移動時および格納時は腕部や脚部を折り畳んだ形態をとっており、この状態では低速だが飛行移動が可能。戦闘時には人型に変形し、各部の武装を展開する。
これでもかとばかりに火器を満載し、別名に違わない火力を誇るが、ノイエ・ネマトーダの科学力には大きく劣っており、クライゼルに粉砕された。
05式
日本政府軍が保有するDクラスのロボット。誘導弾を搭載しているものの詳細は不明。
最新鋭の機体であるとされているが、ノイエ・ネマトーダ軍の重鉄神相手には歯が立たなかった。
また、爆撃機型のものや歩兵型のロボットがいるが、いずれも詳細は不明である。
雷雅改
桜雅の兄弟機であり、ツキシマ重工からの技術供与を得て強化改造されている。操縦は3人で分担して行う。
移動時および格納時は機甲形態(タンクモード)で行動し、戦闘時に鉄神形態(ロボットモード)に変形。両形態ともに武装の展開が可能である。
パイロットは青沼龍哉一尉、黄山、翠川。

### アメリカ合衆国軍
※合衆国軍の各重鉄神および鉄神デザインは全てワタリユウ
レキシントン
合衆国軍が保有するGクラスの重鉄神。頭頂高84m、重量740t。Fクラス以下の司令塔としても活躍する。
胸部中央部に荷電粒子砲、両腕にレールガンを搭載する他、各種防衛火器の類を搭載する。また、同型機として「ファラガット」「コンステレーション」「イントレピッド」「サラトガ」の4機が存在する。
劇中では北米バローに上陸したクリフォトを撃破するため、大部隊を率いて迎撃するが、呆気無く全滅してしまう。
タイコンデロガ級
合衆国北方軍が保有するGクラスの重鉄神。レキシントン他の改良型で、両腕のレールガンを強化型にしているのが特徴。また、巡航形態への変形ができる点もあり、性能は高い。
同型機として「ヴァリー・フォージ」「ヴィンセンス」の2機が存在する。
スカイクラック
合衆国軍が保有するFクラスの鉄神。頭頂高51m、重量322t。爆撃機への変形機構を有する。
追尾型ミサイル12基×2、ロケット弾ポッド2基×2を搭載。
ロングノーズ
合衆国軍が保有するEクラスの鉄神。頭頂高28m、重量215t。C～Dクラスのロボット兵装用のカーゴ・スペースやウェポンラックを有することから、「歩く砲台」の異名を持つ。
重装甲・高火力とされているものの、内蔵火器がガトリング砲やキャノン。
ファントムヘッド／エレファントヘッド
合衆国軍のDクラスロボット。「機甲歩兵」とも呼称される。共に頭頂高は20mを越える。
戦況に応じて、ロングノーズのカーゴから武器を換装して戦う。手持ち武器以外の攻撃手段は不明。

### ノイエ・ネマトーダ
※デスパイザーII、ドローン、クリフォトはちみもりをデザイン。その他はワタリユウのデザインとなっている。

#### 将軍配下機
ドローン
ノイエ・ネマトーダの小型ユニット。作中ではデスパイザーIIの侵攻と共に出現し、以後もよく見られる。全長5.2m、重量6.8t
腕部を展開してマニピュレータによる要人の拉致や、電撃を展開する。有人型のものもあり、重鉄神のコクピット（脱出用ユニット機能も兼ね備えた）としても取り扱われる。
デスパイザーII
旧ネマトーダの重鉄神デスパイザーの改良発展型。頭頂高75m、重量685t。
将軍ルギウスと女性型アンドロイド トーアにより如月学園を襲い、Xダイバーを窮地に追い込むが、X発動によってXダイバーが繰り出した「Dブラスト」に粉砕される。
武装は胸部のマイクロミサイルと、両腕から展開されるスラスター内蔵の豪腕「ワイヤードナックル」。
メレアグロス
デスパイザーIIを失ったルギウスが登場する鉄神(Fクラス)。頭頂高55m、重量402t。
近接格闘戦を重視した機体であり、最大速度マッハ4での飛行が可能。ルギウスの技量が加わることで凄まじいまでの機動性を見せる。
顔面部はXダイバー同様に人の顔を模した端正なマスクになっている。
武装は特殊合金製の剛剣「プラーテ・アグロス」、肩部ガトリング砲「ブレイザー・ストーム」、膝部の「クラッシャー・パイク」。
クライゼル
ドーズの配下が操る異形の重鉄神。下半身が球体になっている。頭頂高72m、重量604t。
装甲自体も分厚いが、装甲表面に張り巡らされた強固なエネルギーシールドもあり鉄壁の防御力を有する。重力制御システムを搭載し、この巨体・重量でありながらも飛行することが可能。機動性は極めて低いが、全方位に対する迎撃手段も備えており、まさしく難攻不落の空中要塞とも形容すべき存在。
両肩にセットされた半紡錘形の鉄塊を胴体部に収納された長大な腕を展開することで鎖分銅のように振り回す。また、胸部には追尾能力を有したビーム砲を持つ。
重力制御システムの応用で機体重量を増幅することで、クライゼル自体が敵拠点を押し潰す質量兵器にもなる。
メレアグロスを囮にしてY市上空に襲来し防衛軍を追いつめ、美久と真沙希の拉致に成功したことでいったん母艦に戻る。しかしXダイバーが覚醒したためドーズも座乗して戦いを挑むも、Xダイバーの猛攻の前に敗れ去る。コクピットはメレアグロスが持ち帰った。
ギャッゾ
キモンの配下が操る重鉄神。頭頂高74m、全備重量484t。
近接格闘戦に特化した機体。時速約400kmの走行速度を誇るなど、重鉄神としては破格の機動性を見せる。その俊敏な動きで相手を翻弄する。高機動性の代償として武装が少ないため、グライフェンとの連携で真価を発揮することができると言える。
武装は両腕に備えたチェーンソーのみ。搭乗者の性格を反映したかのような悪人面。
グライフェンと共にXダイバーを追いつめるが、メレクの鉾を召喚したXダイバーに胴体から真っ二つにされて爆散する。
グライフェン
キモンの配下が操る重鉄神。頭頂高68m、全備重量811t。
ギャッゾとコンビを組む機体で、多数の火器を内蔵し後方支援を任務とする。対鉄神戦では敵機のかく乱および動きを封じるのが仕事。
脹脛部に大推力のスラスターを装備し、この重量でも飛行が可能となっている。
武装は球状の上半身から展開される4本のアームから射出する「拘束ワイヤー」、口内から射出する捕縛用のアンカー付きチェーン、かく乱用の電子煙幕。
最後の武器として、上半身に反陽子爆弾が内蔵されている。コクピットは下半身に存在し、上空で分離した後下半身は速やかに離脱する。
ギャッゾと共にXダイバーを追いつめるが、ギャッゾを囮にして上空に逃げ、ギャッゾの撃破と共に反陽子爆弾を投下。しかし反陽子爆弾に気付いた真沙希と美久が放った「超次元砲」に反陽子爆弾を消滅させられ、まだ離脱できていなかった下半身部分も同じく消滅する。
インペトゥス
キモンの配下によって洗脳された秋山良憲が操る重鉄神。頭頂高76m、全備重量550t（ただしトルネードランス含まず）。
高い機動性と重装甲を備えたバランスの良い機体。背部にスラスターを装備しているがこれは飛行用ではなく「トルネードランス」に拠る突撃時の加速用である。
武装は肩部アーマーに中･長距離戦用のビーム砲とそのジェネレーターを備え、前腕部には格闘戦用の高周波兵器「クラッシャー･ニードル」を装備し手持ちの白兵武装として独自の熱核エンジンを備えた全長100mを越す超合金製の鑓「トルネード･ランス」を装備。さらに内蔵されたプラズマ電磁コイルを展開･作動させることで必殺技「トルネード・インペトゥス」を使用できる。
搭乗者を精神的に追い詰めXダイバー自体も片足を失うが、メレクの鉾を召喚したXダイバーに縦に一刀両断されて爆散し搭乗者はその際に美久とマサキによってその位置を察知した上で転移救助された。
戦闘後に手足のパーツを回収したツキシマ重工によってXダイバーの予備パーツを中心に改修。Fクラスロボ「マグナライザー」に生まれ変わる。
グロップスα／グロップスβ
ドーズの配下が操る重鉄神。2機共に頭頂高71m、全備重量620t。
2機の連携で作戦を遂行するためか、武装が剛腕とアンカー、ガトリング・キャノン(αは左腕、βは右腕)。
変則的なフォーメーションでXダイバーを追い込むが、奇策を受けて追い込まれる。この時に再構築を行って合体し、合体重鉄神・グロップスWになる。

#### 将軍専用機
クリフォト
将軍ワイゼッカーが搭乗する重鉄神。頭頂高80m、全備重量716t。
大型の機体ながら敏捷性・機動性も高い反面、特殊装備の管制などの必要性から普段の操縦は4名で行う。そのため脱出用のドローンも三機搭載されている。
直接攻撃武装として掌から雷撃を発生させぶつける“雷の洗礼”（インベル・トルニドス）、胸部ユニットから大気中の水素原子を照準座標に凝縮させPP連鎖反応による突発的な爆発で攻撃する“見えざる衝撃”（インビジブルインパクト）を持つ。
特殊装備として相手の各種センサーを掌握し相手を何も見えない状態に追い込む機器全盲（テエネプラエ）、敵機の管制を掌握し思うがままに操る死機傀儡（コーパス・モビリス）を用いる。
メトスレガトス
将軍ドーズが搭乗する漆黒の重鉄神。頭頂高74m、全備重量682t。
武装は触手であるテンタクル・スピアー
頭部以外が分厚い装甲板に覆われているが、その下はほぼ空洞。丸い胸部で敵対する重鉄神の頭部から胸部を咥え込み、その機能を奪う。
作中では築嶋晃造の乗るローズ・セラヴィーを乗っ取り（その際に晃造は瀕死の重傷を負う）、ビーム剣「エネルギーセイバー」、胸部高出力ビーム砲「Jガイザー」でゼオライマーXを攻撃した。
アロゥゼラヴィー
将軍ルギウスが搭乗する重鉄神。頭頂高81m、全備重量704t。
かつてゼオライマーと対峙した重鉄神「ローズ・セラヴィー」の後継機であり、晃造が知っているということは25年前に後継機の開発計画が上がっていた可能性はある。
クリフォトに相当する大きさでありながら、高い運動性と堅い装甲を維持するために武器はエネルギー・セイバー“改”のみ。
また、エネルギー消費を維持するために周囲のエネルギーを強奪して本体へ供給する「ヴァンパイア・テリトリー」。パイロットの反応速度を上昇させて運動性を底上げする生体強化システムである「エグゾブースト」を搭載し、それらの制御はトーアが担っている。
ノウェム
将軍キモンが搭乗する重鉄神。頭頂高79m、全備重量582t。女性らしいフォルムをしている。
ラテン語で「9」を表す通り、テールの九尾狐（ジゥ・ウェイ・フー）から無人の分身を展開し、自身はステルスと光学迷彩で存在を隠し、針を敵に打ち込む戦術を行う。
武装は腕部から展開する雷光剣（レイ・グァン・ロン）と毒針（ドゥ・チェン）。

#### 鉄神揚陸艦
ノイエ・ネマトーダの鉄神運用艦。同型艦がいくつか存在する。艦首にはノイエ・ネマトーダのエンブレムがある。
鉄神を搭載して目的地に移送、前線では司令基地として機能する。艦内には整備工場を持ち、鉄神の修理や補給も行う。活動領域は空中・水上・水中と広く、まさしく万能戦艦。武装は両翼の主砲と大型ミサイル、対空砲を備えている。
Fクラスであれば最大5機、Gクラスでも最大3機と、搭載能力にも優れている。発進口は艦首が開くことで出現する。
ヴァラエナ
将軍ドーズが座乗する艦。全長520m、全幅318m。搭載機はクライゼル、メレアグロス。ヴァラエナ（Balaena）とはホッキョククジラのこと。
覚醒したXダイバーによって内部を破壊され、主を失って遂には轟沈する。
ヘミプリステス
将軍キモンが座乗する艦。全長545m、全幅318m。搭載機はギャッゾ、グライフェン、インペトゥス。
ヴァラエナに比べ最大戦速で勝り船体強度はやや劣る。ノウェムで出動する際にはミサイル発射管に死替鬼(ティー・スゥー・グウェイ)を搭載していた。
スフィルナ
将軍ルギウスが座乗する艦。全長592m、全幅318m。搭載機はグロップスα＆β、メトスレガトス、アロゥゼラヴィー。スフィルナ(sphyrna)はシュモクザメのこと。
艦首モジュールを大型化させ、格納庫とレーダーに収束させた艦である。積載能力はGクラスを4機と運用能力が高い。

## 書誌情報
- ちみもりを（原作）・ワタリユウ（作画）『冥王計画ゼオライマーΩ』 徳間書店〈RYU COMICS〉、全13巻
  1. 2009年5月10日発行（2009年4月20日発売）、ISBN 978-4-19-950121-0
  2. 2009年11月2日発行（2009年10月13日発売）、ISBN 978-4-19-950142-5
  3. 2010年7月1日発行（2010年6月11日発売）、ISBN 978-4-19-950182-1
  4. 2011年2月1日発行（2011年1月13日発売）、ISBN 978-4-19-950229-3
  5. 2011年11月1日発行（2011年10月13日発売）、ISBN 978-4-19-950269-9
限定版（ロマンアルバム・ミニ「メカニック&キャラクター・ファイル」付き） ISBN 978-4-19-950270-5
  6. 2012年9月15日発行（2012年9月1日発売）、ISBN 978-4-19-950304-7
  7. 2013年5月1日発行（2013年4月13日発売）、ISBN 978-4-19-950339-9
  8. 2014年1月1日発行（2013年12月13日発売）、ISBN 978-4-19-950369-6
  9. 2014年7月1日発行（2014年6月13日発売）、ISBN 978-4-19-950400-6
  10. 2015年4月1日発行（2015年3月13日発売）、ISBN 978-4-19-950445-7
  11. 2015年10月1日発行（2015年9月12日発売）、ISBN 978-4-19-950472-3
  12. 2016年8月1日発行（2016年7月13日発売）、ISBN 978-4-19-950521-8
  13. 2017年7月1日発行（2017年6月13日発売）、ISBN 978-4-19-950569-0